# Corymica fulvimaculata
Corymica fulvimaculata là một loài bướm đêm trong họ Geometridae.